# 포항 보경사 적광전
포항 보경사 적광전(浦項 寶鏡寺 寂光殿)은 대한민국 경상북도 포항시 북구 송라면 보광사에 있는 건축물이다. 1990년 8월 7일 경상북도의 유형문화재 제254호로 지정되었다가, 2015년 3월 30일 대한민국의 보물 제1868호로 승격되었다.

## 개요
보경사는 신라 진평왕 25년(603)에 지명법사가 세웠다고 전하는 절이다. 그 중 비로자나삼존불을 모신 적광전은 조선 숙종 3년(1677)에 고쳐 지은 것으로 그 뒤로도 몇 차례 수리를 한 건물이다.
앞면 3칸·옆면 2칸으로 지붕의 옆모습이 사람 인(人)자 모양인 맞배지붕으로 되어있다. 기둥 위에서 지붕을 받치는 공포가 기둥과 기둥 사이에도 있는 다포계 양식의 건물이며 천장은 뼈대가 훤히 보이는 연등천장으로 꾸몄다.
천장형식을 다포양식에서 잘 사용하지 않는 연등천장으로 만든 점과 몇몇 건축수법이 지은 시기의 특징을 갖추고 있어 옛 건축 연구에 좋은 자료가 되는 건물이다.

## 보물 지정사유
보경사는 신라 25년(602) 진나라에서 유학하고 돌아온 대덕 지명(智明)에 의하여 창건되었다고 전한다. 보경사에 위치한 적광전은 사명대사가 1588년에 지은 <내연산보경사금당탑기(內延山寶鏡寺金堂 塔記)> 에 의하면 603년(신라 진평왕 25)에 창건된 뒤 1214년(고려 고종 원년)에 원진국사가 중창하고, 1677년(숙종 3)에 삼창한 불전으로 기록되어 있으나 한반도의 불교전래 역사를 볼 때 맞지 않다는 의견도 있다.
적광전은 정면 3칸, 측면 2칸 규모의 평면에 다포 맞배지붕이며, 비로자나불을 주불로 모신 전각이다. 주초는 주좌와 고맥이가 뚜렷한 통일신라기 초석이고 고맥이도 돌로 만든 전형적 통일신라기 건축에서 볼 수 있는 기법들이며 전면에 심방석 부재도 남아있어 신라시대 고부재(古部材)을 사용하여 중창하였을 것으로 추정된다. 전면 중심칸에는 사자를 조각한 신방목이 결구되어 있는데 보통 둥글게 만들어 태극문양 등을 새기는데 비해 사자상의 조각이 정교하고 국내의 사례가 적어 문화재적 가치가 높다고 볼 수 있다.
공포는 다포계열로 정면과 배면은 주간포를 2구씩, 양측면은 1구씩 설치하였다. 일반적으로 맞배지붕 다포건축물에서 측면에 포작을 설치하지 않는 것이 상례이나 적광전은 다소 예외적이다. 내외 출목수가 같은 특징이 있으며 공포의 세부 형식에서 17세기 말 다포계 공포의 특징을 잘 보여준다. 다포계인데도 우물반자를 설치하지 않고 가구를 그대로 노출시킨 연등천장으로 처리한 것도 또한 특징적이다.
위 내용으로 살펴볼 때 적광전은 구조적으로나 의장적으로 매우 독특할 뿐만 아니라 조선중기의 특징적인 건축수법을 잘 보여준다는 점에서 보물로 지정하여 보존하는 것이 바람직하다 하겠다.

## 현지 안내문
이 건물은 주존인 비로자마불과 좌우에 문수보살과 보현보상의 삼존불을 모신 적광전으로, 창건연대는 알 수 없고 1678년(숙종3년)에 중건한 것이며, 그 후 몇차례의 중수가 있었다. 정면 3칸, 측면2칸의 5량 가다포집으로, 조선중기 사찰건축의 특징을 비교적 잘 간직하고 있다. 보경사 경내의 현존 건물 가운데서는 가장 오래된 것이며 특히 주출돌형이 청옥으로 만들어져 있다.

## 참고 자료
- 포항 보경사 적광전 - 국가유산청 국가유산포털